# Bribir (Skradin)
Bribir (lat. Varvaria) je naselje u Hrvatskoj, u sastavu upravnog područja grada Skradina. Područje Bribira je bilo naseljeno od davne prošlosti, a osobito je znamenito kao sjedište bribirskih knezova i bribirske županije.

## Zemljopisni položaj
Nalazi se u Dalmaciji, na rubu Ravnih kotara u Šibensko-kninskoj županiji i udaljen je 14 km od Skradina.

## Stanovništvo
Prema popisu stanovništva iz 2011. godine u mjestu je živjelo 105 osoba.
| broj stanovnika | 396   | 590   | 405   | 440   | 459   | 550   | 630   | 663   | 680   | 723   | 706   | 580   | 568   | 549   | 79    | 103   | 89    |
|                 | 1857. | 1869. | 1880. | 1890. | 1900. | 1910. | 1921. | 1931. | 1948. | 1953. | 1961. | 1971. | 1981. | 1991. | 2001. | 2011. | 2021. |

## Povijest

### Pretpovijest i antičko doba
Najstariji tragovi života otkriveni su na lokalitetu Pećane, gdje je pronađeno kremeno oruđe iz paleolitika. U plodnom polju nedaleko od rječice Bribirčice, nađeni su, na lokalitetu Krivače, ostaci neolitičkog naselja, dok je na Dolu pronađeno više prapovijesnih ognjišta. Plodno polje pruža se na zapadu do sela Ostrovice. Na spoju tog polja i krševite visoravni Bukovice izdiže se na 300 metara nadmorske visine prostrana uzvisina Bribirska glavica koja obuhvaća površinu veću od 70.000 m2. Najznačajniji arheološki spomenici nalaze se na Glavici iznad sela, koja je bila naseljena najkasnije početkom 1. tisućljeća pr. Kr. Bribirska Glavica bila je naseljena još tijekom eneolitika i brončanog doba.
Do dolaska Rimljana ovo naselje je živjelo kao utvrđena liburnska gradina, a već u 1. stoljeću opasana je jakim zidanim bedemima i stiče status municipija, a naziva se Municipium Varvariae. Rimsko je doba ostavilo bogate tragove materijalne kulture, poput ostataka antičkih zgrada, fortifikacija, nalaza keramike, oruđa, novca i stakla. Tijekom ranokršćanskog perioda, Varvaria se, u crkvenom pogledu, nalazila u okviru skardonske biskupije. Nedavna iskapanja su otkrila ostatke starokršćanske rotunde ispod današnje crkve Sv. Joakima i Ane.

### Srednjovjekovna župa Bribir i rod Šubića
Za vrijeme seobe naroda, tijekom 7. i 8. stoljeća, rimska Varvaria proživljava teške dane, kao i ostala naselja na području prostranog Rimskog Carstva.
Nakon dolaska Hrvata na teritorij bivše rimske provincije Dalmacije nastaje početkom 9. stoljeća kneževina Hrvatska, a iz ruševina antičkog grada Varvarije nastaje kastrum Bribir, po kojemu će biti nazvana i jedna od starohrvatskih županija. Prvo svjedočanstvo nalazimo kod bizantskog cara - pisca iz 10. stoljeća, Konstantina VII. Porfirogeneta, koji u popisu hrvatskih županija navodi i županiju "Berbera". Najveći procvat Bribir doživljava u vrijeme kada su njime gospodarili moćni hrvatski velikaši Šubići. Prvi predstavnici roda Šubića spominju se još u 11. stoljeću u različitim darovnicama hrvatskih kraljeva Petra Krešimira IV. (1058. – 1074.), Zvonimira (1075. – 1089.) i Stjepana II. (1089. – 1091.).
Godine 1251. Šubići su dobili, darovnicom hrvatsko-ugarskog kralja Bele IV., bribirsko kneštvo u nasljedn leno, čime je položen čvrsti temelj njihove moći. Vrhunac moći Bribira i roda Šubića bio je krajem 13. i početkom 14. stoljeća, za vrijeme moćnoga kneza Pavla I. Šubića († 1312.), "bana Hrvata i gospodara čitave Bosne" (banus Croatorum et totius Bosnae dominus), za čije je vladavine Bribir bio snažan srednjovjekovni grad s utvrdama i crkvama, a o njegovoj raskoši svjedoče bogati arheološki ostaci. Za vrijeme Pavlova sina i nasljednika, Mladena II. († o. 1340.) oslabljena je moć roda Šubića, ali Bribir je i dalje ostao sjedište obitelji. Kada je 1347. godine knez Pavao II. Ostrovički zamijenio utvrdu Ostrovicu za Zrin u Slavoniji, potpuno je slomljena moć knezova bribirskih koji su se otada raspali na niz obiteljskih grana.
U vrijeme turskog prodora prema hrvatskim zemljama, izumire smrću kneza Jakova II. († 1456.) glavna loza knezova bribirskih, da bi grad 1523. godine porušili i zaposjeli Turci, a nakon njihova odlaska stanovnici se nisu više trajno nastanjivali na platou Glavice, nego u njenom podnožju.

### Bribir od osmanske vlasti do danas
Prestankom turske opasnosti u drugoj polovici 17. stoljeća, novopridošlo pravoslavno stanovništvo iz Bosne naseljava podnožje brda Glavice, na mjestu današnjeg sela Bribir i izgrađuje pravoslavno groblje. Tijekom Domovinskog rata, Bribir je bio pod srpskom okupacijom za koje su nastala oštećenja na arheološkom nalazištu.

## Arheološka istraživanja
Prva istraživanja započela su 1908. godine pod vodstvom fra Luje Maruna Skradinjanina (otac hrvatske arheologije), i s kraćim prekidima traju do danas, a istražena je tek jedna petina površine unutar zidina. Za vrijeme četničke okupacije je Bribirska glavica bila važno topničko uporište s kojeg su pobunjeni Srbi iz Ravnih kotara granatirali Vodice i Šibenik. Pred naletom Oluje pobunjeni Srbi su devastirali i opljačkali znatan broj nalaza. Europska unija od 2005. godine financira (CARDS program) arheološka iskapanja, obnovu i zaštitu ovog lokaliteta. Od 2014. započinje zajednički projekt iskopavanja Varvaria-Breberium-Bribir u kojem sudjeluju Muzej hrvatskih arheoloških spomenika (Split), Sveučilište Macquarie (Sydney) i Šibenski gradski muzej.

## Spomenici i znamenitosti
Spomenik kulture najviše kategorije, arheološki lokalitet Bribirska glavica, jedan je od najvažnijih arheoloških lokaliteta u Hrvatskoj. Zbog svog ogromnog značaja naziva se i „Hrvatskom Trojom“, kako ju je nazvao otac hrvatske arheologije fra Lujo Marun 1908. godine.
- pravoslavni hram Sv. Joakima i Ane[15][16]

## Poznate osobe
- Srećko Bijelić, hrv. političar, hrv. proljećar, velikan srpske zajednice u Hrvatskoj

## Vanjske poveznice
- Hrvatska revija br.2/2007. Zlatni vijek Bribira (zračna snimka ruševina) (hrv.)
- Ostaci dvora bana Pavla Šubića Bribirskog (hrv.)
- Bribir Hrvatska enciklopedija (hrv.)
- Bribir Proleksis enciklopedija (hrv.)
- Bribirska glavica Hrvatska tehnička enciklopedija, portal hrvatske tehničke baštine. LZMK

|  | Portal Hrvatske – Pristup člancima s tematikom o Hrvatskoj. |